# Euptychia breyeri
Euptychia breyeri är en fjärilsart som beskrevs av Hayward 1963. Euptychia breyeri ingår i släktet Euptychia och familjen praktfjärilar. Inga underarter finns listade i Catalogue of Life.